# وانگ چیانگ (تنیس‌باز)
 وانگ چیانگ (انگلیسی: Wang Qiang؛ زادهٔ ۱۴ ژانویهٔ ۱۹۹۲) یک تنیس‌باز اهل جمهوری خلق چین است.